# Hochbehälter Kroatenberg

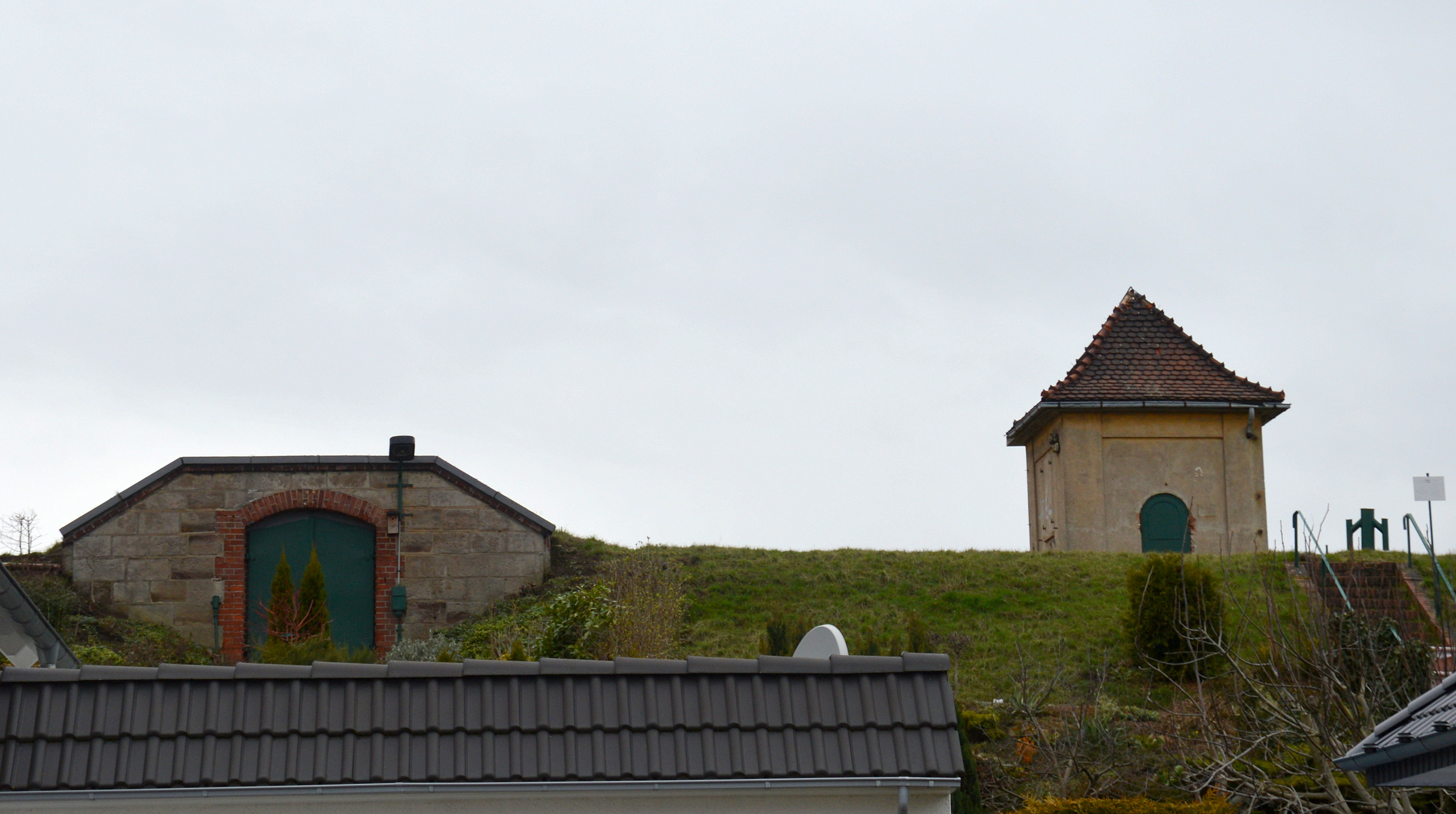
Hochbehälter Kroatenberg

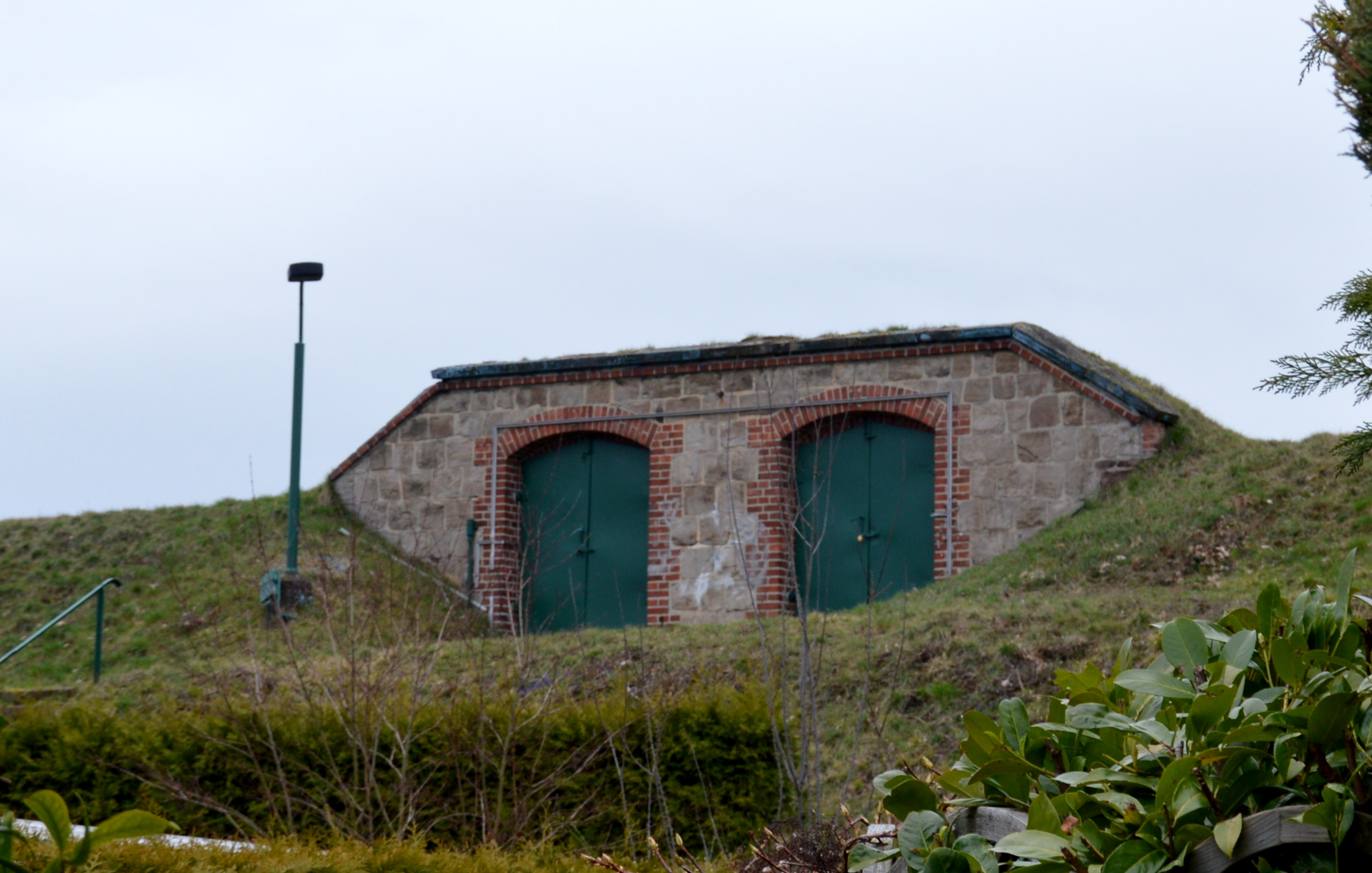
Einstiegshaus

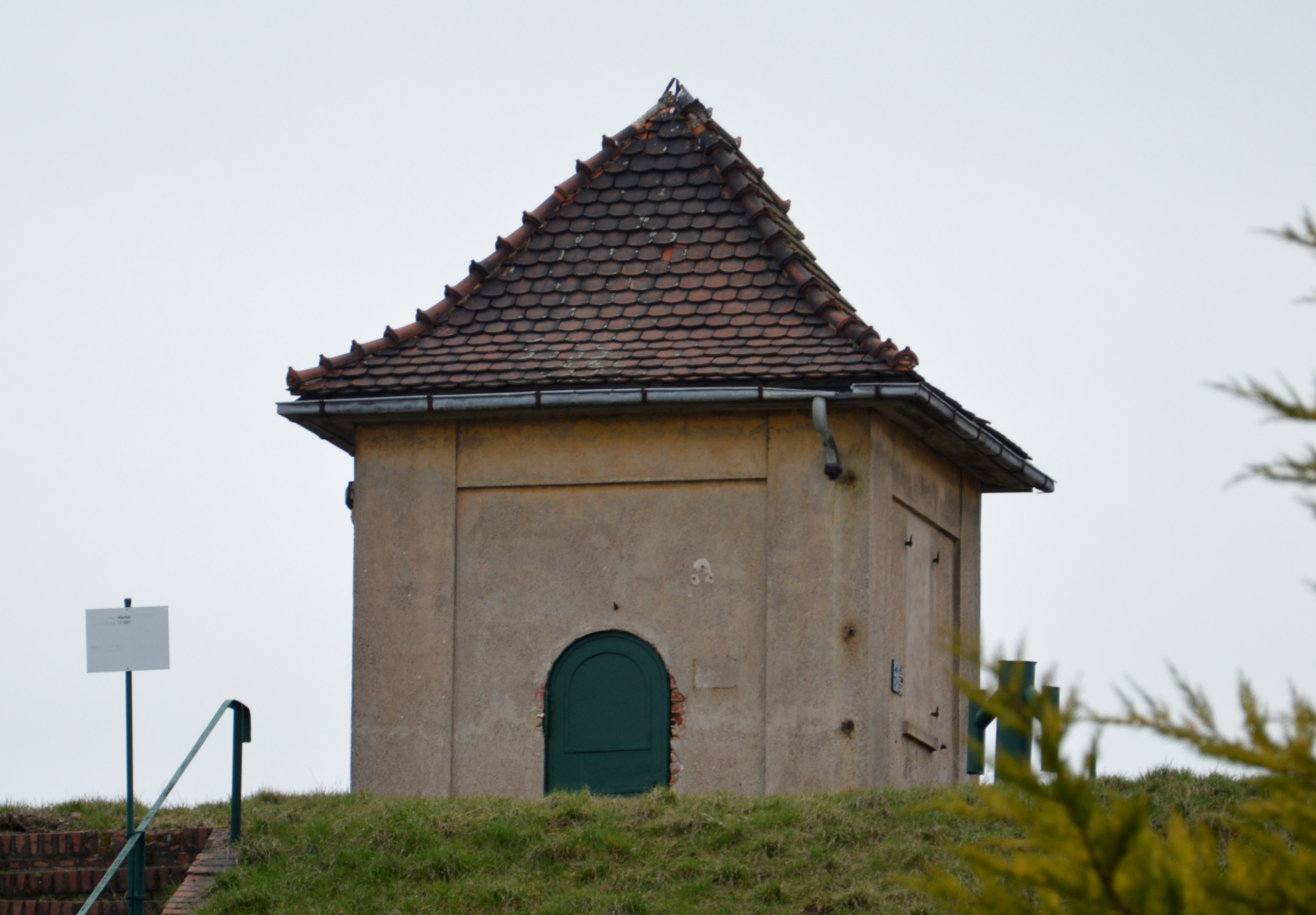
Lüftungsturm

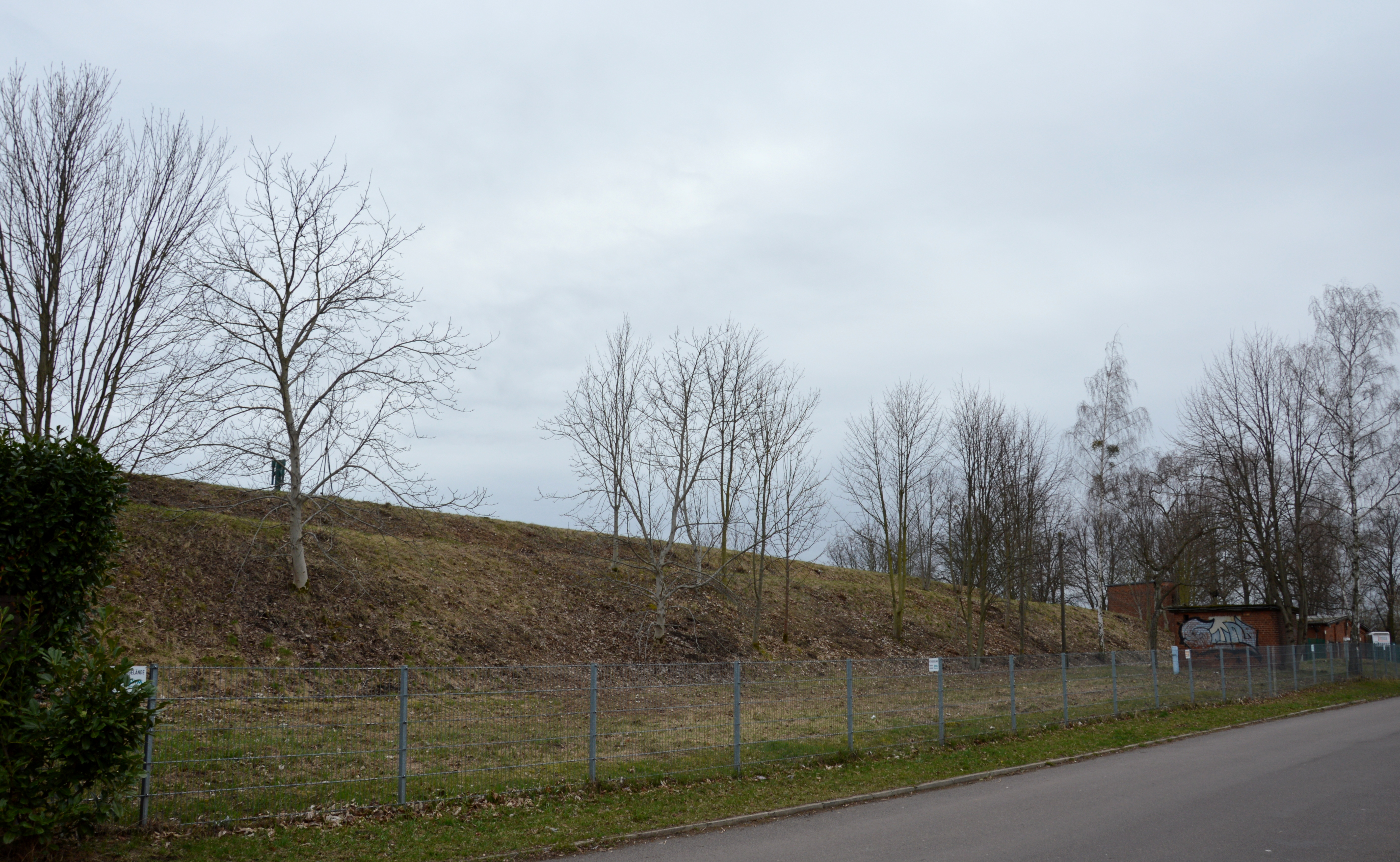
Blick von der Thomas-Müntzer-Straße

Der Hochbehälter Kroatenberg ist ein denkmalgeschützter Hochbehälter in Magdeburg in Sachsen-Anhalt. Er diente der Magdeburger Trinkwasserversorgung.

## Lage
Der Hochbehälter befindet sich auf dem Kroatenberg im Wohngebiet Friedenshöhe im Süden des Magdeburger Stadtteils Sudenburg westlich der Aßmannstraße und südlich der Thomas-Müntzer-Straße.

## Architektur und Geschichte
Der Behälter wurde im Jahr 1867 auf dem Kroatenberg weit südlich der damaligen Ortslage Magdeburgs errichtet, südwestlich grenzte an das Fort III der Festung Magdeburg an. Er gehört damit zu den frühen Bauten der zentralen Trinkwasserversorgung der Stadt. Der Hochbehälter diente als Ausgleichsbehälter und Speicher für das im ab 1857 entstandene Wasserwerk Magdeburg auf dem Wolfswerder südlich von Buckau geförderte Wasser. Der Hochbehälter befand sich damit in einer Entfernung von fast fünf Kilometern westlich des Wasserwerks.
Der Hochbehälter war zunächst als offenes Becken mit einem abgestuften Quadermauerwerk und Erdanschüttung ausgeführt. Das lichte Maß des Beckens betrug 70 mal 30 Meter. Im Jahr 1877 erfolgte die Erweiterung um zwei aus Ziegeln errichtete Kammern, die zu beiden Seiten des ursprünglichen Beckens angeordnet wurden. Zugleich wurden alle Becken überwölbt und mit einer Aufschüttung aus Erde überdeckt. Auf der Ostseite wurden in diesem Zusammenhang zwei Einstiegshäuser gebaut. Sie wurden in Werkstein mit Ziegelgewänden ausgeführt. In der Zeit nach 1900 wurde ein kleiner mit einem Zeltdach versehener Lüftungsturm hinzugefügt.
Als Teil der Magdeburger Wasserversorgung blieb der Hochbehälter Kroatenberg bis zum Oktober 1996 in Betrieb und wurde dann durch den Hochbehälter Thauberg ersetzt.
Im örtlichen Denkmalverzeichnis ist der Behälter als Wasserwerk unter der Erfassungsnummer 094 71249 als Baudenkmal verzeichnet.
Der Hochbehälter gilt als wichtiges Zeugnis der Historie der Trinkwasserversorgung der Stadt Magdeburg.